# Irazunus velaripes
Irazunus velaripes är en mångfotingart som beskrevs av Loomis 1964. Irazunus velaripes ingår i släktet Irazunus och familjen Fuhrmannodesmidae. Inga underarter finns listade i Catalogue of Life.